# Anthony-Gletscher
Der Anthony-Gletscher ist ein Gletscher an der Wilkins-Küste des Palmerlands auf der Antarktischen Halbinsel. Er fließt in ostsüdöstlicher Richtung zur Stefansson Strait, die er nördlich des Lewis Point und südwestlich der Südspitze der Hearst-Insel erreicht.
Der obere Abschnitt des Gletschers wurde von einer Schlittenmannschaft der British Graham Land Expedition (1934–1937) unter der Leitung des australischen Polarforschers John Rymill erkundet. Den seewärtigen Abschnitt sichtete eine Schlittenmannschaft bei der United States Antarctic Service Expedition (1939–1941). 1947 entstanden Luftaufnahmen bei der US-amerikanischen Ronne Antarctic Research Expedition. Deren Expeditionsleiter, der US-amerikanische Polarforscher Finn Ronne, benannte den Gletscher nach Alexander Anthony, Vizepräsident des New Yorker Unternehmens J. P. Stevens Co, das der Forschungsreise winddichte Schutzkleidung zur Verfügung stellte.